# Ayman Abdelaziz
Ayman Mohamed Abdelaziz (ar. أيمن محمد عبدالعزيز, ur. 28 listopada 1978 w Prowincji Wschodniej) – piłkarz egipski grający na pozycji pomocnika. W swojej karierze rozegrał 25 meczów w reprezentacji Egiptu. Od 2011 roku jest zawodnikiem klubu Misr El Makasa. Posiada także obywatelstwo tureckie.

## Kariera klubowa
Karierę piłkarską Abdelaziz rozpoczął w klubie Zamalek SC z Kairu. W jego barwach zadebiutował w sezonie 1997/1998 w pierwszej lidze egipskiej. W 1999 roku zdobył z Zamalekiem Puchar Egiptu, a w 2000 zwyciężył w Pucharze Zdobywców Pucharów.
W 2000 roku Abdelaziz przeszedł do tureckiego Kocaelisporu. W tureckiej lidze zadebiutował 11 sierpnia 2000 w przegranym 0:4 domowym meczu z Fenerbahçe SK. W sezonie 2001/2002 zdobył z Kocaelisporem Puchar Turcji.
W 2002 roku Abdelaziz odszedł z Kocaelisporu do Malatyasporu, w którym swój debiut zanotował 10 sierpnia 2002 w wyjazdowym meczu z MKE Ankaragücü (1:1). W Malatyasporze grał do końca 2004 roku.
Na początku 2005 roku Abdelaziz przeszedł do Gençlerbirliği z Ankary. W barwach Gençlerbirliği po raz pierwszy wystąpił 29 stycznia 2005 w spotkaniu z Sakaryasporem (2:2). Piłkarzem Gençlerbirliği był do końca 2006 roku.
W 2007 roku Abdelaziz podpisał kontrakt z Trabzonsporem. Zadebiutował w nim 21 stycznia 2007 w meczu z Konyasporem (1:1). W Trabzonsporze grał do zakończenia sezonu 2007/2008.
W 2008 roku Abdelaziz wrócił do Zamaleku i grał w nim w rundzie jesiennej sezonu 2008/2009. Wiosną 2009 został zawodnikiem Konyasporu, w którym swój debiut zanotował 8 lutego 2009 w meczu z Beşiktaşem JK. W Konyasporze grał do końca sezonu 2008/2009.
W 2009 roku Abdelaziz ponownie zmienił klub i na sezon 2009/2010 odszedł do Diyarbakırsporu. Zadebiutował w nim 8 sierpnia 2009 w meczu z Ankaragücü (2:2).
Z kolei latem 2010 Abdelaziz został piłkarzem Çaykuru Rizespor grającego w 1. Lig. W 2011 roku powrócił do Egiptu i został piłkarzem Misr El Makasa z miasta Fajum.
| Sezon   | Klub            | Kraj   | Rozgrywki | Mecze | Bramki |
| ------- | --------------- | ------ | --------- | ----- | ------ |
| 1997/98 | Zamalek SC      | Egipt  | I. liga   | 18    | 1      |
| 1998/99 | Zamalek SC      | Egipt  | I. liga   | 23    | 2      |
| 1999/00 | Zamalek SC      | Egipt  | I. liga   | 25    | 5      |
| 2000/01 | Kocaelispor     | Turcja | Süper Lig | 21    | 2      |
| 2001/02 | Kocaelispor     | Turcja | Süper Lig | 31    | 1      |
| 2002/03 | Malatyaspor     | Turcja | Süper Lig | 30    | 1      |
| 2003/04 | Malatyaspor     | Turcja | Süper Lig | 24    | 1      |
| 2004/05 | Malatyaspor     | Turcja | Süper Lig | 13    | 0      |
| 2004/05 | Gençlerbirliği  | Turcja | Süper Lig | 16    | 2      |
| 2005/06 | Gençlerbirliği  | Turcja | Süper Lig | 29    | 0      |
| 2006/07 | Gençlerbirliği  | Turcja | Süper Lig | 13    | 0      |
| 2006/07 | Trabzonspor     | Turcja | Süper Lig | 14    | 0      |
| 2007/08 | Trabzonspor     | Turcja | Süper Lig | 29    | 2      |
| 2008/09 | Zamalek SC      | Egipt  | I. liga   | 9     | 0      |
| 2008/09 | Konyaspor       | Turcja | Süper Lig | 14    | 0      |
| 2009/10 | Diyarbakırspor  | Turcja | Süper Lig | 19    | 1      |
| 2010/11 | Çaykur Rizespor | Turcja | 1. Lig    | 14    | 0      |
| 2010/11 | Misr El Makasa  | Egipt  | I. liga   | 7     | 0      |
| 2011/12 | Misr El Makasa  | Egipt  | I. liga   |       |        |

## Kariera reprezentacyjna
W reprezentacji Egiptu Abdelaziz zadebiutował w 1998 roku. W 2000 roku został powołany do kadry na Puchar Narodów Afryki 2000. Na tym turnieju zagrał w 2 meczach: z Zambią (2:0) i z Senegalem (1:0). Od 1998 do 2003 roku rozegrał w kadrze narodowej 25 meczów.